# Football Club Hradec Králové
L'FC Hradec Králové è una società calcistica ceca con sede nella città di Hradec Králové. Milita nella 1. liga, la massima serie del campionato ceco di calcio.

## Storia
Il club fu fondato nel 1905 con il nome SK Hradec Králové. Nel 1922 vinse il Východočeské footballové župy, il campionato di calcio della Boemia orientale, ottenendo 12 punti sui 14 possibili. Tra il 1918 e il 1927 vinse per cinque volte il campionato della Boemia orientale.
Lo Hradec Králové giocò per la prima volta nella massima serie cecoslovacca nel 1956. Retrocesso dopo due stagioni, tornò in massima divisione nella stagione 1960-1961, vincendo il campionato di seconda divisione nel 1959-1960. Partecipò alla Coppa dei Campioni 1960-1961, da cui fu eliminato ai quarti di finale dal Barcellona, squadra che avrebbe poi raggiunto le semifinali della competizione. Retrocesse nuovamente nel 1963 e giocò altri quattro periodi in massima divisione della Cecoslovacchia, ciascuno della durata di solo una o due stagioni. L'ultima promozione nella massima serie cecoslovacca risale al 1990. 
Lo Hradec militò poi nella massima divisione ceca dalla fondazione del torneo, nel 1993, fino alla retrocessione alla fine della stagione 1999-2000. Il miglior piazzamento conseguito in campionato f l'ottavo posto, ottenuto nella stagione 1998-1999. Gli anni '90 videro anche il club trionfare nella Coppa di Repubblica Ceca, nel 1994-1995. Questo risultato consentì al club di qualificarsi alla Coppa delle Coppe 1995-1996, dove fu eliminato agli ottavi dalla Dinamo Mosca.
Tornato in massima serie nel 2001-2002 dopo aver vinto nel 2000-2001 la serie cadetta ceca al primo tentativo, assicurandosi la promozione con quattro giornate d'anticipo, il club retrocesse nuovamente in seconda divisione al termine della stagione 2002-2003. Bisognò attendere il 2010 per rivedere la squadra in massima serie, con la promozione ottenuta vincendo il campionato cadetto. Retrocesso nel 2012-2013, tornò in massima serie l'anno dopo, ma retrocesse nuovamente nel 2014-2015, per poi riguadagnare la promozione l'anno dopo. Retrocesso nel 2016-2017, tornò in massima serie vincendo il campionato cadetto nel 2020-2021. Nel 2021-2022 lo Hradec si piazzò sesto in massima serie, suo miglior piazzamento nel torneo.

## Palmarès

### Competizioni nazionali
- Campionato cecoslovacco: 1

1959-1960
- 2. liga/ČNFL/1. ČNFL: 6
- 1955, 1958-1959, 1971-1972, 1979-1980, 1986-1987, 1989-1990

- 2. ČNFL: 1

1983-1984
- Coppa della Repubblica Ceca: 1

1994-1995
- Druhá Liga: 3

2000-2001, 2009-2010, 2020-2021

### Altri piazzamenti
- Coppa della Repubblica Ceca:

Semifinalista: 2005-2006, 2021-2022
- Druhá Liga:

Secondo posto: 2013-2014, 2015-2016

## Statistiche

### Partecipazione alle competizioni UEFA
- Q = Qualificazioni
- 1/8 = Ottavi di finale
- 1/4 = Quarti di finale

| Stagione | Competizione       | Turno  | Stato                    | Club            | Risultati         |
| -------- | ------------------ | ------ | ------------------------ | --------------- | ----------------- |
| 1960/61  | Coppa dei Campioni | Q      | Romania (bandiera)       | Steaua Bucarest | abbandono         |
|          |                    | 1/8    | Grecia (bandiera)        | Panathīnaïkos   | 1-0, 0-0          |
|          |                    | 1/4    | Spagna (bandiera)        | Barcellona      | 0-4, 1-1          |
| 1962     | Coppa Mitropa      | gruppi | Jugoslavia (bandiera)    | Dinamo Zagabria | 3-2, 1-2          |
|          |                    | gruppi | Italia (bandiera)        | Juventus        | 2-3, 2-0          |
|          |                    | gruppi | Ungheria (bandiera)      | Ferencváros     | 2-1, 1-0          |
| 1995/96  | Coppa delle Coppe  | Q      | Liechtenstein (bandiera) | Vaduz           | 5-0, 9-1          |
|          |                    | 1/8    | Danimarca (bandiera)     | Copenaghen      | 5-0, 2-2          |
|          |                    | 1/4    | Russia (bandiera)        | Dinamo Mosca    | 0-1, 1-0 ns (1-3) |
| 1998     | Coppa Intertoto    | 1R     | Paesi Bassi (bandiera)   | FC Hobscheid    | 0-0, 2-1          |
|          |                    | 2R     | Ungheria (bandiera)      | Debrecen        | 0-0 1-1           |
| 1999     | Coppa Intertoto    | 1R     | Bielorussia (bandiera)   | Homel'          | 1-0, 0-1 ns (1-3) |

## Organico

### Rosa 2023-2024
| N. |                       | Ruolo | Calciatore        |
| -- | --------------------- | ----- | ----------------- |
| 1  | Rep. Ceca (bandiera)  | P     | Patrik Vízek      |
| 2  | Rep. Ceca (bandiera)  | D     | Vojtěch Baloun    |
| 5  | Rep. Ceca (bandiera)  | D     | Filip Čihák       |
| 6  | Rep. Ceca (bandiera)  | C     | Václav Pilař      |
| 7  | Rep. Ceca (bandiera)  | C     | Ladislav Krejčí   |
| 8  | Rep. Ceca (bandiera)  | D     | David Heidenreich |
| 9  | Slovacchia (bandiera) | C     | Lukáš Čmelík      |
| 10 | Rep. Ceca (bandiera)  | A     | Petr Pudhorocký   |
| 11 | Slovacchia (bandiera) | C     | Samuel Dancák     |
| 12 | Rep. Ceca (bandiera)  | P     | Adam Zadražil     |
| 13 | Rep. Ceca (bandiera)  | D     | Karel Spáčil      |
| 14 | Rep. Ceca (bandiera)  | D     | Jakub Klíma       |
| 15 | Rep. Ceca (bandiera)  | A     | Daniel Vašulín    |
| 16 | Rep. Ceca (bandiera)  | A     | Daniel Hais       |

| N. |                      | Ruolo | Calciatore      |
| -- | -------------------- | ----- | --------------- |
| 17 | Rep. Ceca (bandiera) | C     | Petr Juliš      |
| 18 | Rep. Ceca (bandiera) | D     | Michal Leibl    |
| 19 | Rep. Ceca (bandiera) | C     | Daniel Kaštánek |
| 21 | Rep. Ceca (bandiera) | D     | Štěpán Harazim  |
| 22 | Rep. Ceca (bandiera) | C     | Petr Kodeš      |
| 23 | Rep. Ceca (bandiera) | C     | Jakub Rada      |
| 24 | Rep. Ceca (bandiera) | D     | Martin Hlavac   |
| 25 | Rep. Ceca (bandiera) | D     | František Čech  |
| 26 | Rep. Ceca (bandiera) | D     | Daniel Horák    |
| 27 | Rep. Ceca (bandiera) | A     | Ondřej Šašinka  |
| 28 | Rep. Ceca (bandiera) | C     | Jakub Kučera    |
| 29 | Rep. Ceca (bandiera) | A     | Matěj Koubek    |
| 34 | Rep. Ceca (bandiera) | P     | Milan Knobloch  |
|    | Rep. Ceca (bandiera) | A     | Filip Firbacher |

### Rosa 2014-2015
| N. |                      | Ruolo | Calciatore     |
| -- | -------------------- | ----- | -------------- |
| 1  | Rep. Ceca (bandiera) | P     | Tomáš Koubek   |
| 2  | Rep. Ceca (bandiera) | D     | Jakub Chleboun |
| 3  | Rep. Ceca (bandiera) | C     | Aleš Čermák    |
| 4  | Rep. Ceca (bandiera) | D     | Tomáš Holeš    |
| 5  | Rep. Ceca (bandiera) | D     | Martin Nosek   |
| 6  | Rep. Ceca (bandiera) | C     | Tomáš Malinský |
| 7  | Rep. Ceca (bandiera) | C     | Filip Zorvan   |
| 9  | Rep. Ceca (bandiera) | A     | Pavel Černý    |
| 10 | Rep. Ceca (bandiera) | A     | David Petrus   |
| 11 | Rep. Ceca (bandiera) | C     | Adam Vlkanova  |
| 12 | Rep. Ceca (bandiera) | P     | Radim Ottmar   |
| 14 | Rep. Ceca (bandiera) | A     | Pavel Dvořák   |
| 15 | Rep. Ceca (bandiera) | D     | Adrian Rolko   |
| 16 | Rep. Ceca (bandiera) | C     | Petr Schwarz   |

| N. |                                 | Ruolo | Calciatore     |
| -- | ------------------------------- | ----- | -------------- |
| 17 | Rep. Ceca (bandiera)            | A     | David Vaněček  |
| 18 | Rep. Ceca (bandiera)            | C     | Jan Shejbal    |
| 19 | Rep. Ceca (bandiera)            | C     | Petr Mareš     |
| 20 | Rep. Ceca (bandiera)            | P     | Martin Kuciak  |
| 21 | Spagna (bandiera)               | C     | Tito           |
| 22 | Rep. Ceca (bandiera)            | D     | Juraj Križko   |
| 23 | Rep. Ceca (bandiera)            | C     | Jan Hable      |
| 24 | Rep. Ceca (bandiera)            | C     | David Štípek   |
| 25 | Rep. Ceca (bandiera)            | D     | Marek Plašil   |
| 26 | Bosnia ed Erzegovina (bandiera) | C     | Emir Halilovič |
| 27 | Rep. Ceca (bandiera)            | C     | Daniel Trubač  |
| 28 | Rep. Ceca (bandiera)            | C     | Ondřej Kraják  |
| 30 | Rep. Ceca (bandiera)            | P     | Jiří Lindr     |
|    | Rep. Ceca (bandiera)            | A     | Václav Pilař   |

### Rosa 2011-2012
| N. |                      | Ruolo | Calciatore        |
| -- | -------------------- | ----- | ----------------- |
| 5  | Rep. Ceca (bandiera) | C     | Radek Hochmeister |
| 6  | Rep. Ceca (bandiera) | A     | Jan Hodas         |
| 7  | Rep. Ceca (bandiera) | C     | Vojtěch Štěpán    |
| 9  | Rep. Ceca (bandiera) | A     | Pavel Černý       |
| 10 | Rep. Ceca (bandiera) | A     | Radek Gulajev     |
| 11 | Rep. Ceca (bandiera) | D     | Jaroslav Zelený   |
| 12 | Rep. Ceca (bandiera) | P     | Radim Ottmar      |
| 13 | Rep. Ceca (bandiera) | C     | Jiří Janoušek     |
| 14 | Rep. Ceca (bandiera) | A     | Pavel Dvořák      |
| 15 | Rep. Ceca (bandiera) | D     | Jakub Chleboun    |
| 16 | Rep. Ceca (bandiera) | D     | Jiří Poděbradský  |
| 18 | Ungheria (bandiera)  | D     | Máté Tóth         |

| N. |                      | Ruolo | Calciatore     |
| -- | -------------------- | ----- | -------------- |
| 19 | Rep. Ceca (bandiera) | A     | Tomáš Malinský |
| 20 | Rep. Ceca (bandiera) | P     | Jiří Lindr     |
| 21 | Rep. Ceca (bandiera) | D     | Marián Hock    |
| 22 | Rep. Ceca (bandiera) | C     | Tomáš Rezek    |
| 23 | Rep. Ceca (bandiera) | D     | Marek Jandík   |
| 24 | Rep. Ceca (bandiera) | D     | Michal Pávek   |
| 25 | Rep. Ceca (bandiera) | D     | Marek Plašil   |
| 26 | Rep. Ceca (bandiera) | C     | Roman Fischer  |
| 27 | Rep. Ceca (bandiera) | D     | Milan Fukal    |
| 28 | Rep. Ceca (bandiera) | C     | Filip Klapka   |
| 30 | Rep. Ceca (bandiera) | P     | Tomáš Koubek   |

### Rosa 2010-2011
| N. |                      | Ruolo | Calciatore        |
| -- | -------------------- | ----- | ----------------- |
| 1  | Rep. Ceca (bandiera) | P     | Jan Hanuš         |
| 3  | Rep. Ceca (bandiera) | D     | Pavel Němeček     |
| 4  | Rep. Ceca (bandiera) | C     | Vlastimil Karal   |
| 5  | Rep. Ceca (bandiera) | C     | Radek Hochmeister |
| 6  | Rep. Ceca (bandiera) | A     | Václav Pilař      |
| 7  | Rep. Ceca (bandiera) | C     | Vojtěch Štěpán    |
| 8  | Rep. Ceca (bandiera) | A     | Daniel Kocourek   |
| 9  | Rep. Ceca (bandiera) | A     | Pavel Černý       |
| 10 | Rep. Ceca (bandiera) | C     | Petr Tomašák      |
| 11 | Rep. Ceca (bandiera) | D     | Jaroslav Zelený   |
| 13 | Rep. Ceca (bandiera) | C     | Jiří Janoušek     |
| 14 | Rep. Ceca (bandiera) | A     | Pavel Dvořák      |
| 15 | Rep. Ceca (bandiera) | D     | Jakub Chleboun    |

| N. |                      | Ruolo | Calciatore       |
| -- | -------------------- | ----- | ---------------- |
| 16 | Rep. Ceca (bandiera) | D     | Jiří Poděbradský |
| 17 | Rep. Ceca (bandiera) | D     | Vladimír Pokorný |
| 19 | Rep. Ceca (bandiera) | A     | Radek Dorotík    |
| 20 | Rep. Ceca (bandiera) | P     | Jiří Lindr       |
| 22 | Rep. Ceca (bandiera) | C     | Tomáš Rezek      |
| 23 | Rep. Ceca (bandiera) | D     | Marek Jandík     |
| 24 | Rep. Ceca (bandiera) | D     | Michal Pávek     |
| 25 | Rep. Ceca (bandiera) | D     | Radim Wozniak    |
| 26 | Rep. Ceca (bandiera) | C     | Roman Fischer    |
| 27 | Rep. Ceca (bandiera) | D     | Tomáš Hájovský   |
| 30 | Rep. Ceca (bandiera) | P     | Tomáš Koubek     |
|    | Rep. Ceca (bandiera) | D     | David Kalousek   |